# Parochetus
Parochetus es un género de plantas con flores  perteneciente a la familia Fabaceae. Comprende 7 especies descritas y de estas, solo 2 aceptadas.

## Descripción
Son hierbas perennes, postradas a ascendentes, con enraizamiento en los nudos, a veces con tubérculos. Hojas palmeadas 3-folioladas; estípulas enteras; pecíolo largo; foliolos obcordados, de base estrecha a ampliamente cuneada, margen entero o dentado. La inflorescencia en umbela; en pedúnculo axilar, erecto o deflexo en la fruta; bases pedicelo bracteadas; flores 1-3. Los frutos son leguminosas-ovadas lineales. Semillas numerosas, marrón, reniforme, a menudo vistas; hilio pequeño, redondo y lateral.

## Distribución
Dos especies: en África oriental, C y S Asia; una especie en China.

## Taxonomía
El género fue descrito por Buch.-Ham. ex D.Don y publicado en Prodromus Florae Nepalensis 240. 1825.

## Especies aceptadas
A continuación se brinda un listado de las especies del género Parochetus aceptadas hasta abril de 2015, ordenadas alfabéticamente. Para cada una se indica el nombre binomial seguido del autor, abreviado según las convenciones y usos.	
- Parochetus africanus Polhill
- Parochetus communis D.Don